# Maisons Huot
Pour les articles homonymes, voir Huot.
Ne doit pas être confondu avec Maison Houot.
Les maisons Huot sont un ensemble de deux maisons jumelées, construites en 1903 par Émile André, aux numéros 92 et 92bis du quai Claude-le-Lorrain à Nancy.

## Histoire
Ces maisons jumelées ont été construites pour Frédéric Huot, rentier.

## Description
De style École de Nancy, elles présentent également quelques éléments inspirés du courant néo-gothique, donnant un effet médiéval à l'ensemble, combiné à des éléments de style néo-baroque.
Bien que jumelées, les deux maisons diffèrent par leur taille et leur conception.
Leur façade et toiture sur rue ont été inscrites aux monuments historiques par arrêté du 4 mai 1994.